# Yancey (prénom)
Pour les articles homonymes, voir Yancey.
Yancey est un prénom masculin.

## Sens et origine du prénom
- Prénom masculin faussement considéré comme d'origine nord-amérindienne[1] qui est une variante de "Yancy" qui signifie "anglais".
- Autres variantes : Yanci, Yhency.

## Prénom de personnes célèbres et fréquence
- Prénom très peu usité aux États-Unis[2].
- Prénom rarement utilisé en France[3].